# Tekunica (rod)
Tekunica (lat. Spermophilus) je rod sitnih glodara iz familije veverica (Sciuridae). Široko zastupljena vrsta tekunice je tekunica (Spermophilus citellus). Kao što je tradicionalno definisano, rod je bio veoma bogat vrstama, koje su se protezale kroz Evropu, Aziju i Severnu Ameriku, ali je utvrđeno da je ovaj raspored parafiletski za inače različite prerijske pse, marmote i antilopske veverice. Kao posledica toga, sve bivše vrste Spermophilus iz Severne Amerike su premeštene u druge rodove, ostavljajući evropske i azijske vrste kao prave Spermophilus (jedini izuzeci su dva azijska Urocitellus).
Neke vrste se ponekad nazivaju susliks (ili sousliks). Ovo ime potiče od ruskog суслик, suslik. U nekim jezicima, derivat imena je u uobičajenoj upotrebi, na primer suseł u poljskom. Naučno ime ovog roda znači „semeljupci” (gr. σπέρμα sperma, genitiv σπέρματος spermatos – seme; φίλος philos – prijatelj, ljubavnik).

## Stanište i ponašanje
Kao tipične veverice, Spermophilus žive na otvorenim staništima kao što su travnjaci, livade, stepe i polupustinje, hrane se niskim biljkama i koriste jazbine kao gnezda i utočište. One su dnevne životinje i uglavnom žive u kolonijama, mada se neke vrste mogu javiti i pojedinačno. Nalaze se u nizijama i visoravnima, hiberniraju tokom hladnijih meseci (do oko 81⁄2 meseci svake godine kod nekih vrsta), a u sušnim regionima takođe mogu da estiviraju tokom leta ili jeseni. Rasprostranjenost različitih vrsta je uglavnom razdvojena, često velikim rekama, iako postoje regioni u kojima žive čak tri vrste, a retko dve vrste mogu čak formirati i mešovite kolonije. Poznato je da se nekoliko vrsta hibridizuje tamo gde njihovi rasponi dolaze u kontakt.

## Opis
Spermophilus su u celini žućkaste, svetlo narandžaste, svetlo braonkaste ili sivkast. Iako su mnoge neupadljivo išarane ili pegave, ili imaju narandžaste oznake na glavi, generalno im nedostaje jaka šara, osim kod S. suslicus, koja obično ima braon gornji deo sa jasnim belim mrljama. Veličina varira u zavisnosti od vrste i imaju dužinu glave i tela око 17—40 cm (6,7—15,7 in). Pre hibernacije najveći S. fulvus može težiti do 2 kg (4,4 lb), a najveći S. major do skoro 1,4 kg (3,1 lb), ali uvek teže mnogo manje ranije u godini i druge vrste su znatno manji, uglavnom manje od  0,5 kg (1,1 lb) čak i u vrhunskom stanju pre hibernacije. Sve imaju prilično kratak rep koji — u zavisnosti od tačne vrste — iznosi oko 10–45% dužine glave i tela.
Tekunica živi pod zemljom u mreži hodnika koje sama kopa. Tekunica može biti duga do 20 cm i težine 200-400 g. Imaju vrlo snažne prste i duge nokte na nogama, izduženo telo i kratak rep. Jedinke ove vrste žive u porodičnim kolonijama u dubokim podzemnim tunelima. Budući da su aktivne tokom dana, vrlo ih je lako uočiti kako se hrane ili veselo igraju na otvorenim travnatim površinama oko ulaza u tunel. Na svaki znak opasnosti oglašavaju se snažnim pištanjem, upozoravajući ostale članove porodice. Za vreme zimskog sna temperatura im spada i do 0 °C. Noge su joj kratke i završavaju se snažnim kandžama. Oči su joj velike, a uši gotovo zakržljale.
Tekunica je u ishrani prvenstveno biljožder, dnevno pojede oko 80 g hrane. Hrani se nekim vrstama tvrdokrilaca, gusenica i skakavaca, što joj je posebna poslastica.
Tekunice mogu biti nosioci buva koje su prenosioci bolesti, takođe mogu činiti štetu ljudima u slučajevima kada svoje tunele kopaju ispod kuća. Iako su u stanju da se penju, većina vrsta tekunica živi na otvorenom, u staništima bez drveća.

## Odnos sa ljudima
Veverice mogu da nose buve koje prenose bolesti na ljude (pogledajte crnu smrt), i bile su destruktivne zbog izrade tunela ispod ljudskih naseobina.

## Vrste
Generička revizija je sprovedena 2007. godine primenom filogenetske analize korišćenjem mitohondrijskog gena citohroma b. Ovo je dovelo do cepanja Spermophilus u osam rodova, pri čemu su prerijskim psima, marmotima i antilopskim vevericama date numerisane klade. Tačni odnosi između klada su donekle nejasni. Među njima, ove isključivo palearktičke vrste su zadržane kao rod Spermophilus sensu stricto (u najstrožem smislu).
- Spermophilus sensu stricto, veverice Starog sveta

- Alašanska tekunica, Spermophilus alashanicus
- Brandtova tekunica, Spermophilus brevicauda
- Evropska tekunica, Spermophilus citellus
- Dorijanska tekunica, Spermophilus dauricus
- Crvenoobraza tekunica, Spermophilus erythrogenys
- Žuta tekunica, Spermophilus fulvus
- Rasetova tekunica, Spermophilus major
- Kavkazka tekunica, Spermophilus musicus
- Tjenšanska tekunica, Spermophilus nilkaensis
- Palidna tekunica, Spermophilus pallidicauda
- Mala tekunica, Spermophilus pygmaeus
- Reliktna tekunica, Spermophilus relictus
- Pegava tekunica, Spermophilus suslicus
- Bikovska tekunica, Spermophilus taurensis
- Maloazijska tekunica, Spermophilus xanthoprymnus

### Praistorijske vrste
Otkriće i ispitivanje jednog od najbolje očuvanih fosila evroazijske veverice do sada pronađenih omogućilo je proučavanje mnogih ranije nepoznatih aspekata anatomije lobanje tekunice, i podstaklo kritičku ponovnu procenu njenog filogenetskog položaja. Kao rezultat toga, tri pleistocenske vrste koje su se ranije smatrale pripadnicima roda Urocitellus premeštene su u Spermophilus:
- †Spermophilus nogaici
- †Spermophilus polonicus
- †Spermophilus primigenius

Spermophilus citelloides je poznata od srednjeg pleistocena do ranog holocena Evrope. Smatra se da je najbliže srodna sa živim S. suslicus.

## Literatura
- Helgen, Kristofer M.; Cole, F. Russel; Helgen, Lauren E.; Wilson, Don E. (2009). „Generic Revision in the Holarctic Ground Squirrel Genus Spermophilus”. Journal of Mammalogy. 90 (2): 270—305. doi:10.1644/07-MAMM-A-309.1. Непознати параметар |name-list-style= игнорисан (помоћ)
- Kryštufek, B.; B. Vohralík (2013). „Taxonomic revision of the Palaearctic rodents (Rodentia). Part 2. Sciuridae: Urocitellus, Marmota and Sciurotamias”. Lynx, N. S. (Praha). 44: 27—138.
- Armitage, K.B.; Blumstein, D.T. (2002). „Body-mass diversity in marmots. Holarctic marmots as a factor of biodiversity”.  Ур.: K.B. Armitage; V.Yu. Rumiantsev. Holarctic Marmots as a Factor of Biodiversity. ABF Publishing House. стр. 22—32.
- Karels, Tim (2004). Grzimek's Animal Life Encyclopedia (Vol. 16: Mammals V. 2nd ed.). Gale. стр. 143.
- Ground Squirrel Control, Fort Ord Complex Fort Ord, California. Defense Technical Information Center. 1977.
- Konig, Claus (1973). Mammals. Collins & Co. ISBN 978-0-00-212080-7.
- Domińska, Rozmawiała Agata (2010-08-27). „Susły po 30 latach wracają na dolnośląskie łąki” (на језику: пољски). Gazetapl Wroclow. Архивирано из оригинала 21. 09. 2013. г. Приступљено 2013-09-20.
- Koshev, Yordan S.; Kocheva, Maria A. (2008). „Daily Activity Pattern in Free-living European Ground Squirrels Spermophilus citellus (Mammalia: Rodentia) from Northwestern Bulgaria” (PDF). Acta Zoologica Bulgarica. 2: 149—154.
- „ARKive.”. Архивирано из оригинала 2010-10-21. г. Приступљено 2010-11-25.

## Spoljašnje veze
- A Guide to the Mammals of China